# Tenderlokomotiv
Et tenderlokomotiv er et damplokomotiv, der ikke har behov for en tender, idet alle nødvendige forbrugsmidler (vand og brændstof) opbevares på lokomotivet.
Tenderlokomotiver benyttes hvor der aldrig er langt til nærmeste oplag af forbrugsmidler. Desuden har de den fordel, at de ikke har behov for en drejeskive, idet de kører ligeså godt og hurtigt forlæns som baglæns.
Tenderlokomotiver benyttedes særligt som rangerlokomotiver og som trækkraft i nærtrafik. De bruges ikke mere i kommerciel drift, idet damplokomotiver ikke er økonomiske og hurtige nok til nutidens krav.
I Danmark er litra HS  og Kystbanens litra S blandt de mange tenderlokomotiver som har kørt i Danmark.
Tenderlokomotiv på engelsk (tender locomotive/tender engine) er modsat den danske betydning, lokomotiver med en tilkoblet kulvogn, derfor kan der opstå misforståelser blandt betydningen af tenderlokomotiv. På engelsk er den betegnelse af tenderlokomotiv som Danmark bruger tank engine, da vandtankene er på lokomotivet og ikke kulvognen. 
Selvom der nogle gange ses en “tank engine” med kulvogn, så er betegnelsen udbredt blandt damplokomotiver som ikke har kulvogn/tender.
Dvs. at i Danmark er de ovennævnte Litra HS, F og S betegnet som Tank Engine i England.